# Cécile Antonelli
Pour les articles homonymes, voir Antonelli.
Cécile Antonelli est une patineuse artistique française, championne de France 1981.

## Biographie

### Carrière sportive
Cécile Antonelli est double vice-championne de France 1979 et 1980, derrière sa compatriote Anne-Sophie de Kristoffy ; elle devient championne de France lors de l'édition 1981 à Anglet.
Elle représente la France aux mondiaux juniors de 1977 à Megève où elle se classe 4e derrière la canadienne Carolyn Skoczen, l'autrichienne Christa Jorda et la suissesse Corine Wyrsch ; et aux championnats européens de  1978 à Strasbourg. Elle n'est jamais sélectionnée par la fédération française des sports de glace pour participer aux mondiaux seniors et aux Jeux olympiques d'hiver.
Elle quitte les compétitions sportives après les championnats nationaux de 1981.

## Palmarès
| Compétition                   | 1977    | 1978    | 1979    | 1980    | 1981    |  |  |  |  |  |  |  |  |  |
| Jeux olympiques d'hiver       |         |         |         |         |         |  |  |  |  |  |  |  |  |  |
| Championnats du monde         |         |         |         |         |         |  |  |  |  |  |  |  |  |  |
| Championnats d’Europe         |         | 19e     |         |         |         |  |  |  |  |  |  |  |  |  |
| Championnats de France        |         |         | 2e      | 2e      | 1re     |  |  |  |  |  |  |  |  |  |
| Championnats du monde juniors | 4e      |         |         |         |         |  |  |  |  |  |  |  |  |  |
|                               |         |         |         |         |         |  |  |  |  |  |  |  |  |  |
| Autres Compétitions           | 1976/77 | 1977/78 | 1978/79 | 1979/80 | 1980/81 |  |  |  |  |  |  |  |  |  |
| Skate Canada                  |         |         |         |         | 10e     |  |  |  |  |  |  |  |  |  |
| Trophée Richmond              |         |         | 16e     |         |         |  |  |  |  |  |  |  |  |  |
|                               |         |         |         |         |         |  |  |  |  |  |  |  |  |  |